# Meistriliiga 1999
La Meistriliiga 1999 fu la nona edizione della massima serie del campionato estone di calcio conclusa con la vittoria del Levadia Maardu, al suo primo titolo.

## Formula
Dopo la precedente stagione di transizione questo torneo fu disputato lungo tutto l'anno solare; la formula fu simile a quella della stagione precedente: il numero di squadre rimase fermo ad otto e il torneo non era più diviso in due fasi. Furono disputati turni di andata e ritorno, per un totale di 14 incontri per squadra: venivano assegnati tre punti per la vittoria, uno per il pareggio e zero per la sconfitta.
L'ultima classificata retrocedeva in Esiliiga, mentre la penultima giocava un play-off contro la seconda dell'Esiliiga 1999, disputato con gare di andata e ritorno.

## Squadre partecipanti
| Club             | Città    | Stagione precedente |
| ---------------- | -------- | --- |
| EP Jõhvi         | Jõhvi    | 7° in Meistriliiga, ha vinto lo spareggio promozione / retrocessione                                                               |
| Flora Tallinn    | Tallinn  | Campione d'Estonia |
| Lantana Tallinn  | Tallinn  | 3° in Meistriliiga |
| Lelle            | Lelle    | 8° in Meistriliiga, retrocesso, ma in seguito ripescato per la fusione avvenuta tra Sadam Tallinn e la neopromossa Levadia Maardu. |
| Levadia Maardu   | Tallinn  | 1° in Esiliiga |
| Trans Narva      | Narva    | 4° in Meistriliiga |
| Tulevik Viljandi | Viljandi | 5° in Meistriliiga |
| TVMK Tallinn     | Tallinn  | 6° in Meistriliiga |

## Classifica finale
|                    | Pos. | Squadra          | Pt | G  | V  | N | P  | GF | GS | DR  |
| ------------------ | ---- | ---------------- | -- | -- | -- | - | -- | -- | -- | --- |
| Estonia (bandiera) | 1    | Levadia Maardu   | 73 | 28 | 23 | 4 | 1  | 77 | 12 | +65 |
|                    | 2    | Tulevik Viljandi | 53 | 28 | 16 | 5 | 7  | 57 | 34 | +23 |
|                    | 3    | Flora Tallinn    | 47 | 28 | 13 | 8 | 7  | 60 | 33 | +27 |
|                    | 4    | Trans Narva      | 40 | 28 | 11 | 7 | 10 | 40 | 28 | +12 |
|                    | 5    | TVMK Tallinn     | 30 | 28 | 7  | 9 | 12 | 16 | 33 | -17 |
|                    | 6    | Lantana Tallinn  | 27 | 28 | 5  | 9 | 13 | 31 | 52 | -21 |
|                    | 7    | Lelle            | 24 | 28 | 5  | 9 | 14 | 25 | 45 | -20 |
|                    | 8    | EP Jõhvi         | 13 | 28 | 2  | 7 | 19 | 12 | 81 | -69 |

### Spareggio promozione/retrocessione
| 6 novembre 1999 | Lootus Kohtla-Järve | 0 – 3 | Lelle |  |

| 14 novembre 1999 | Lelle | 1 – 2 | Lootus Kohtla-Järve |  |

### Verdetti
- Levadia Maardu campione di Estonia e qualificato al primo turno preliminare di UEFA Champions League 2000-2001.
- Tulevik Viljandi qualificato al turno preliminare di Coppa UEFA 2000-2001.
- Flora Tallinn qualificato al turno preliminare di Coppa UEFA 2000-2001
- Trans Narva qualificato al primo turno di Coppa Intertoto 2000.
- Lelle cede il titolo sportivo al FC Valga e riparte dalla III Liiga.
- EP Jõhvi retrocesso e fallito.
- Lantana Tallinn non iscritto alla stagione successiva.

## Classifica marcatori
| Pos | Nome               | Club             | Gol |
| --- | ------------------ | ---------------- | --- |
| 1   | Toomas Krõm        | FC Levadia       | 19  |
| 2   | Andrei Krõlov      | FC Levadia       | 18  |
| 3   | Dmitri Ustritski   | Viljandi Tulevik | 16  |
| 4   | Vitali Leitan      | Lantana Tallinn  | 15  |
| 5   | Indrek Zelinski    | Flora Tallinn    | 14  |
| 6   | Maksim Gruznov     | Narva Trans      | 13  |
| 7   | Kristen Viikmäe    | Flora Tallinn    | 12  |
| 8   | Aleksandr Marashov | Narva Trans      | 10  |